# Salaschigns

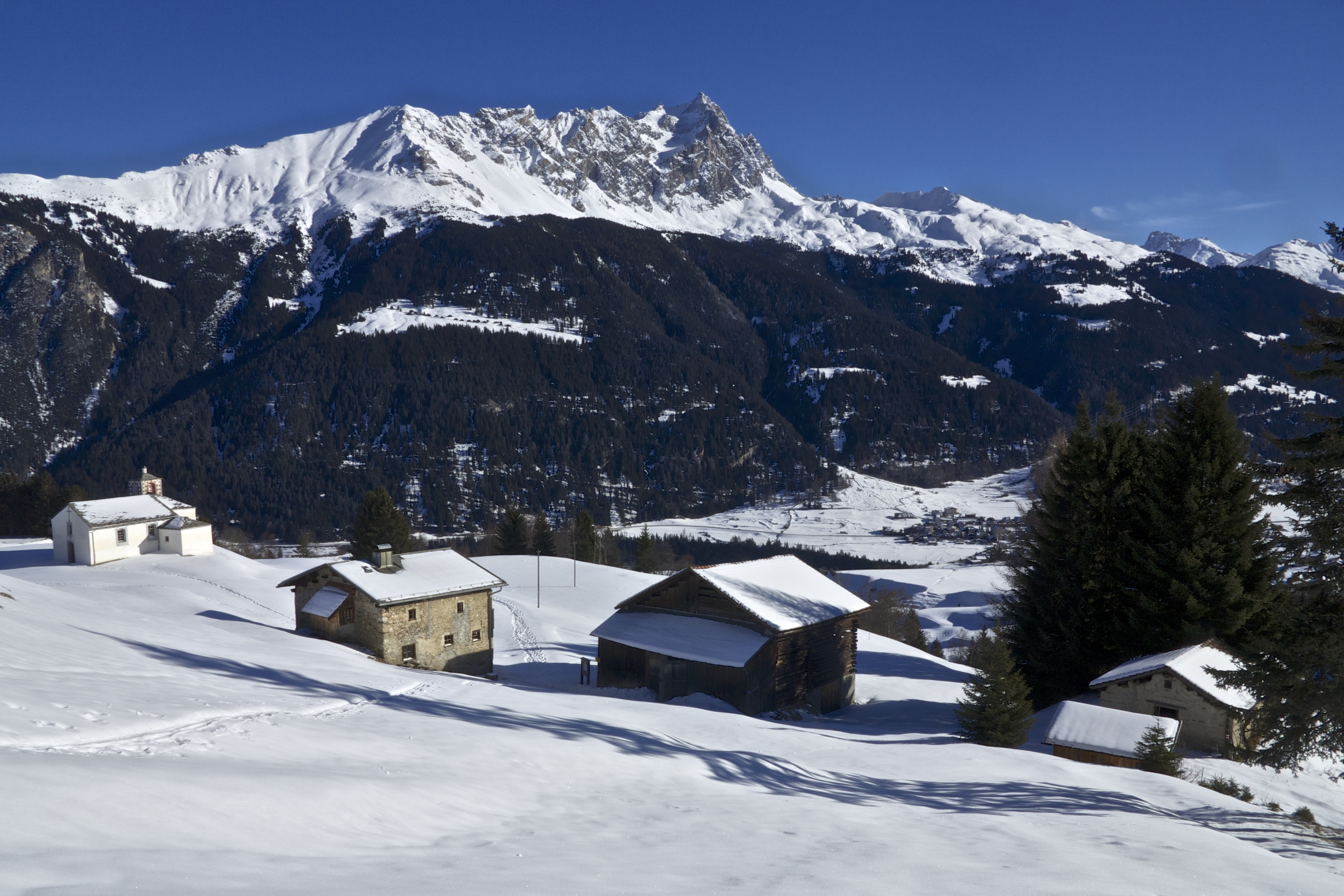
Salaschigns von oben gesehen

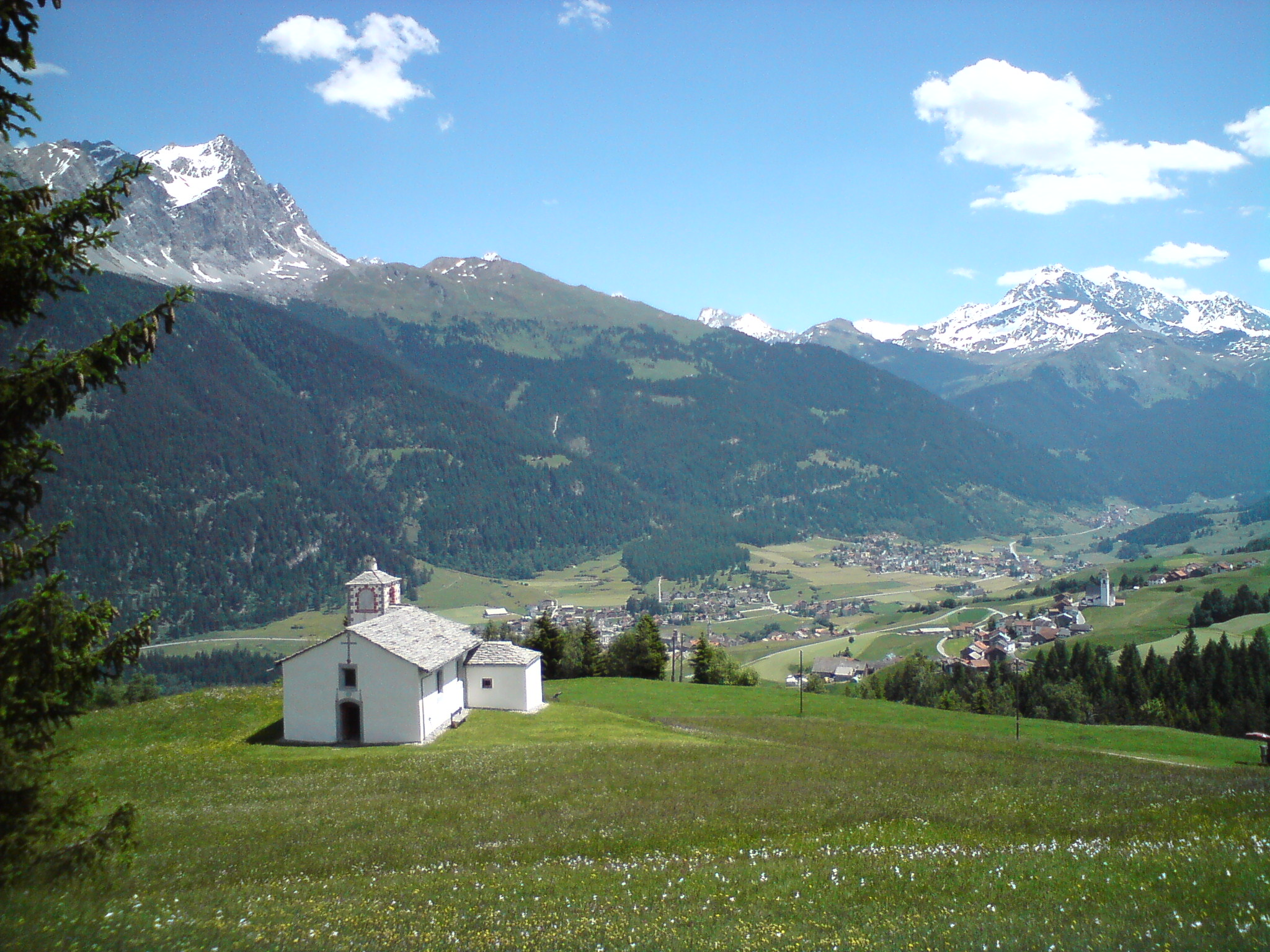
Kirche Salaschigns mit Aussicht über Sotgôt

Salaschigns ⓘ ist ein Meiergut in der politischen Gemeinde Surses in der Region Albula im ehemaligen Kreis Oberhalbstein im einstigen Bezirk Albula des Kantons Graubünden in der Schweiz. Es liegt oberhalb von Riom-Parsonz auf 1492 m ü. M.
Das Gut gehört der Kirchgemeinde Parsonz. Der Name erscheint urkundlich erstmals 1531 als Salschintzg. Es befindet sich am linksseitigen Hang des Val da Morts auf dem Osthang des Piz Toissa. Salaschings bietet eine umfassende Aussicht über das Sotgôt, einem Teil des Oberhalbsteins. Die Gemeindegrenze zwischen den ehemaligen Gemeinden Riom-Parsonz und Salouf verlief durch den Kirchturm. Salaschigns ist mit dem Auto von Parsonz oder Salouf aus erreichbar.

## Kirche

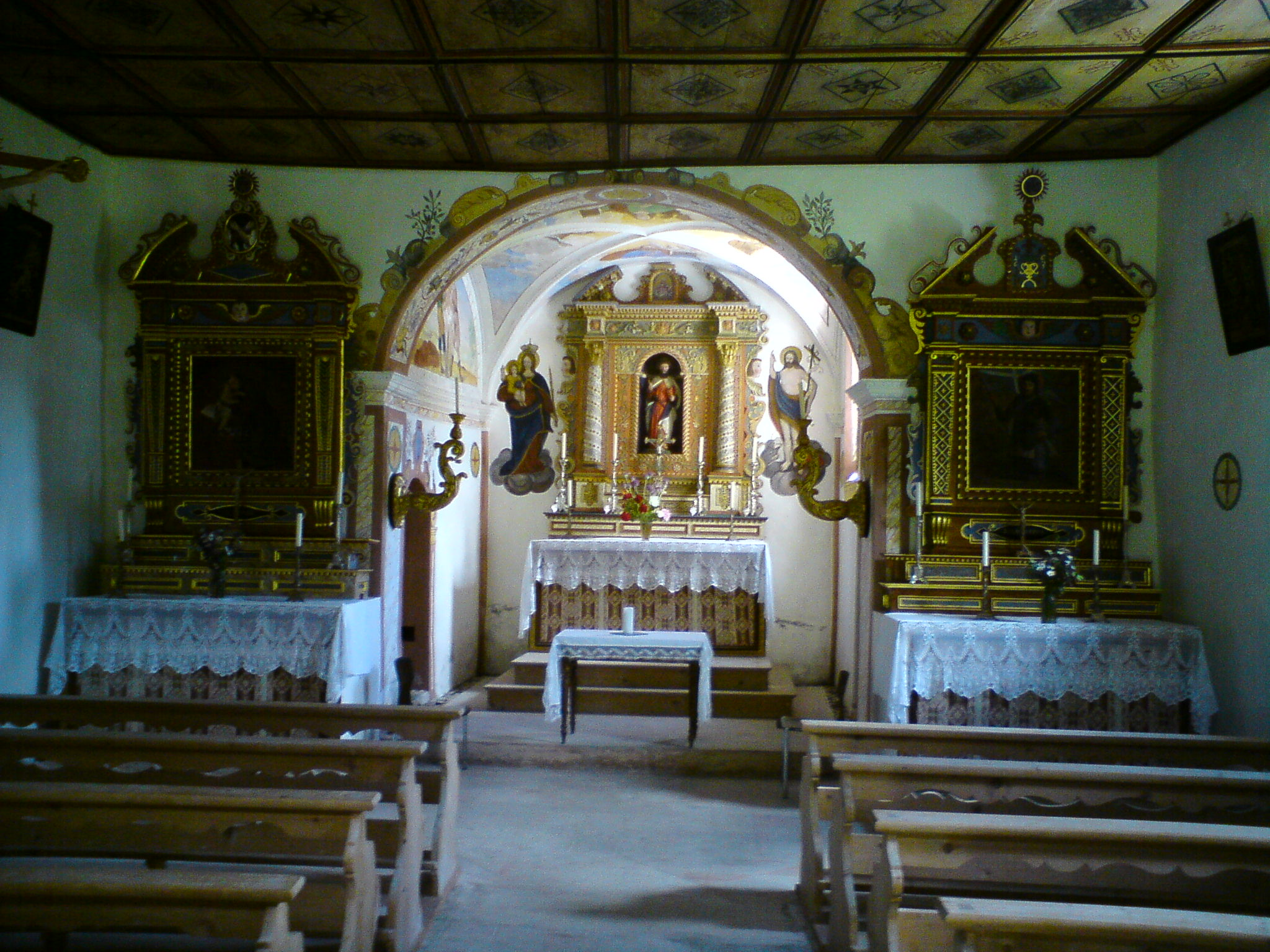
Innenansicht der Kirche Salaschigns

Die Kirche wurde St. Bartholomäus und St. Mauritius geweiht, jedoch findet jedes Jahr am Sonntag, der sich am nächsten zum 13. Juni befindet (Gedenktag von St. Antonius von Padua), ein Gottesdienst in der Kirche statt. Die Kirche wird wegen ihrer romantischen Lage und Aussicht oft für Hochzeiten gebucht. Sie wird 1508 erstmals urkundlich erwähnt. Andere Quellen besagen, dass sie 1595 gebaut und geweiht wurde. Sie wurde 1662 und vor wenigen Jahren in mehreren Etappen renoviert. Der kreuzgewölbte Chor stammt vom 1595, die Malereien von 1662. Im rechteckigen Schiff befindet sich eine Leistendecke von 1660. Im Hochaltar vom 1662 befindet sich die Skulptur vom Hl. Bartholomäus um 1510. Der Altar wurde 1905 renoviert.

## Galerie

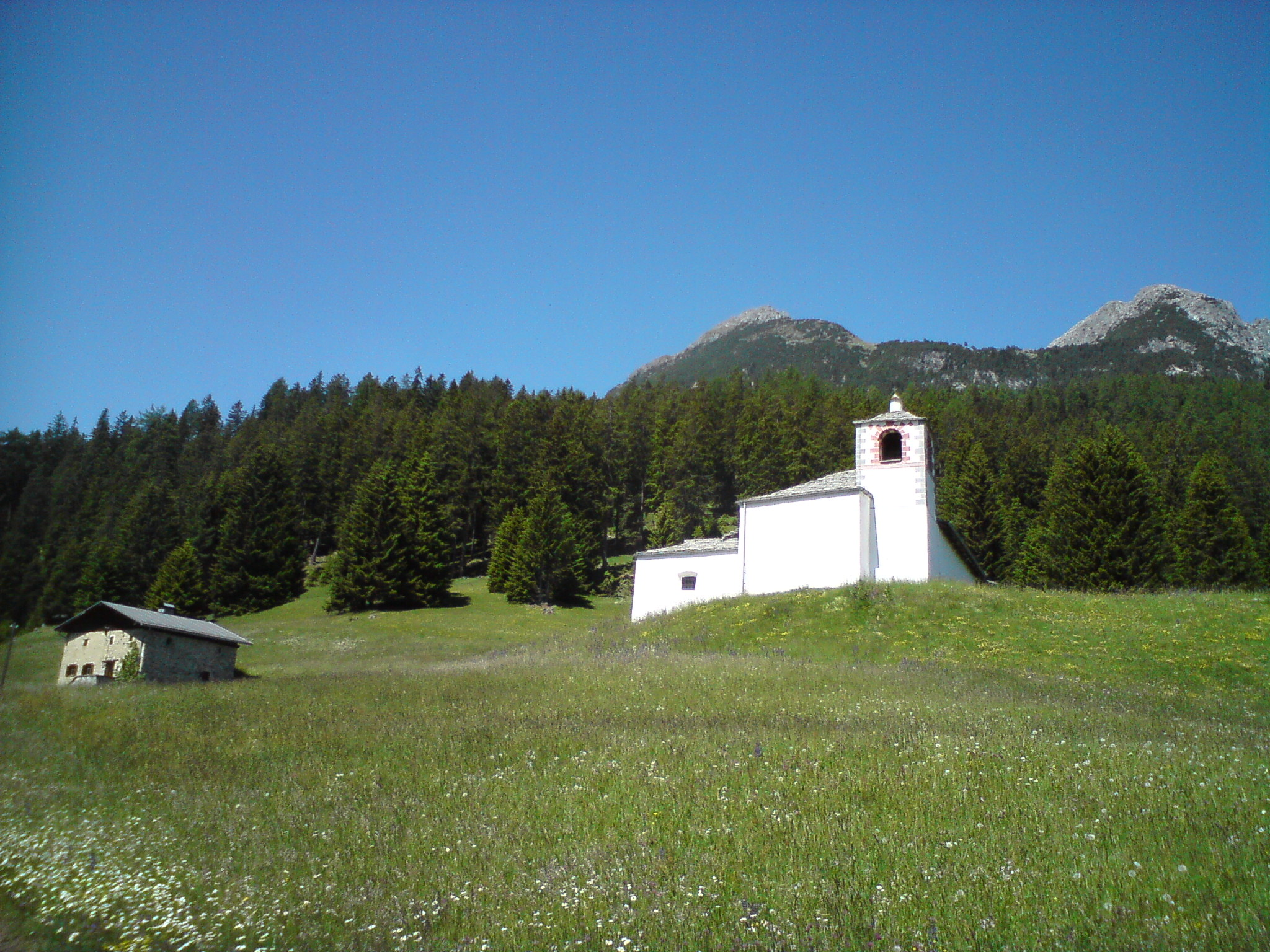
Kirche Salaschigns.
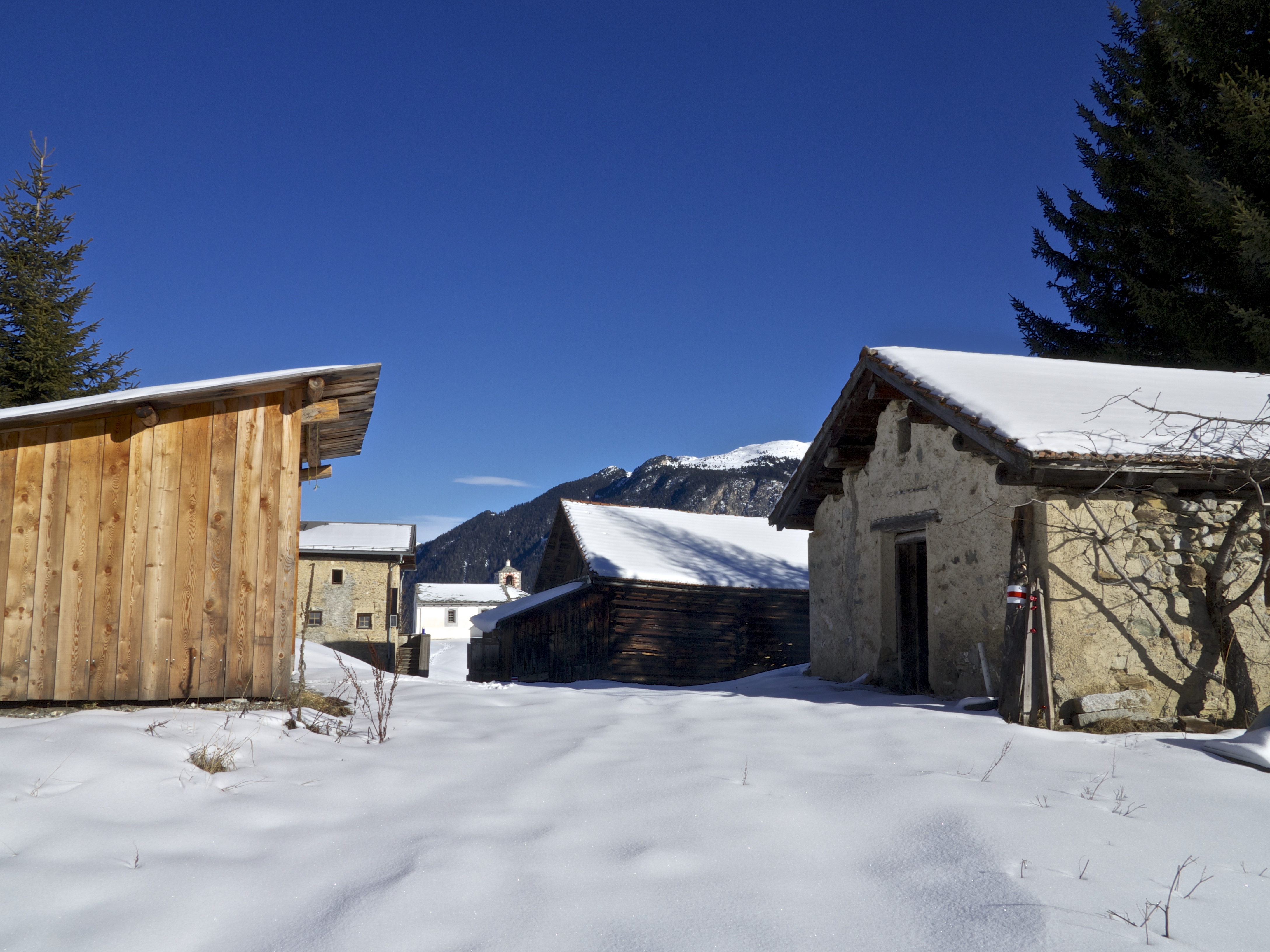
Das Meiergut Salaschigns.
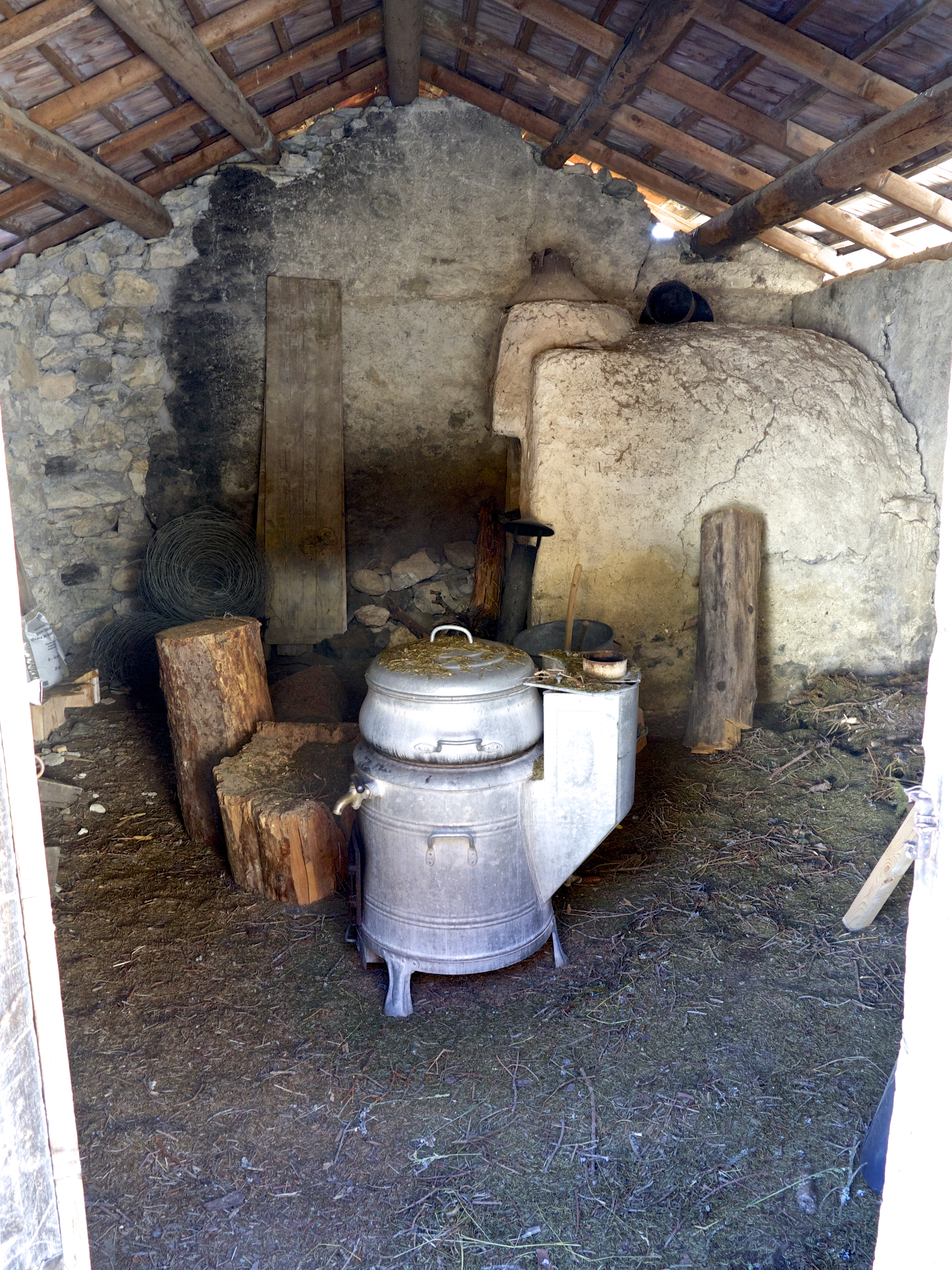
Altes Backhaus in Salaschigns.
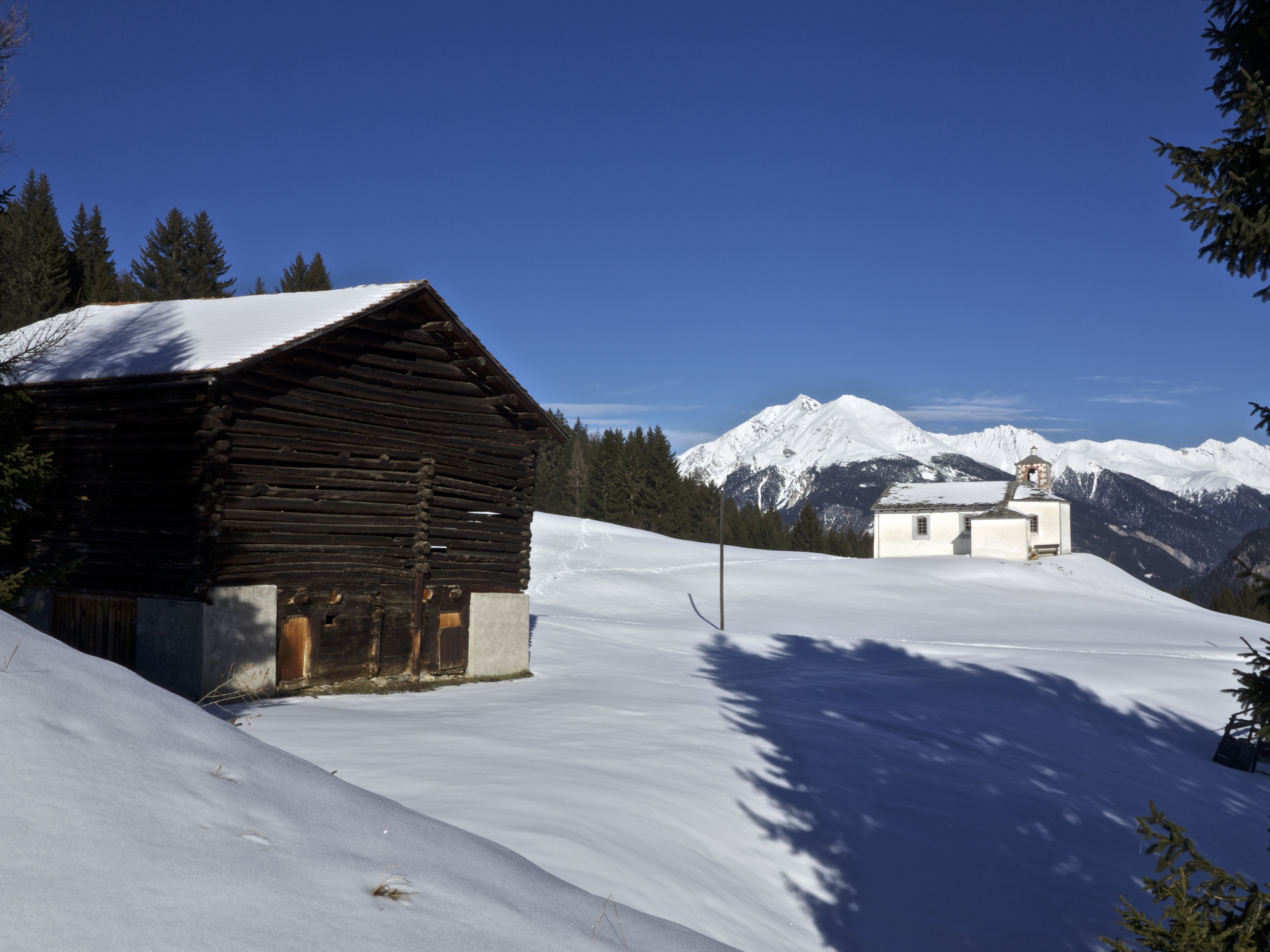
Ansicht von der Seite.